# Regne de Dinamarca

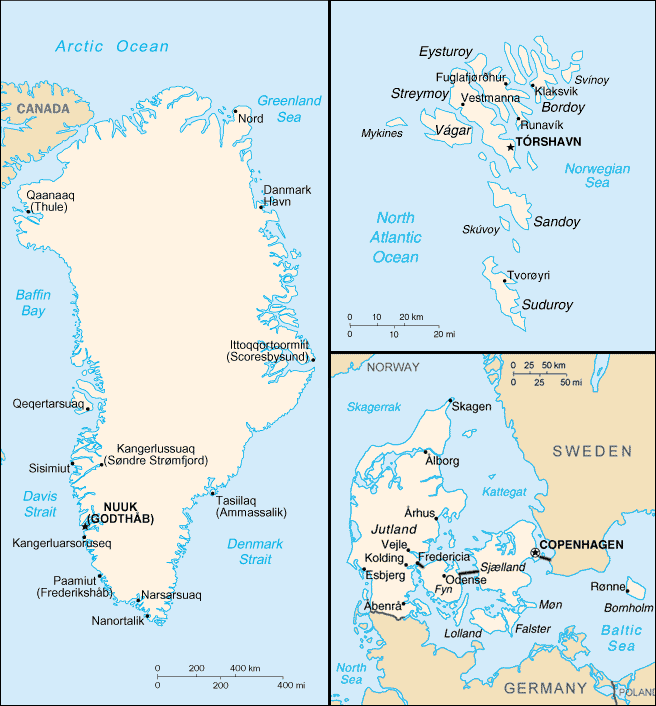
Dinamarca, Groenlàndia i les Illes Fèroe.

El Regne de Dinamarca (danès: Kongeriget Danmark o Danmarks Rige., en feroés: Kongsríki Danmarkar, en groenlandès: Kunngeqarfik Danmarki), és una monarquia constitucional i comunitat que es compon de tres parts autònomes: Dinamarca al nord d'Europa, les illes Fèroe a l'Atlàntic Nord, i Groenlàndia a l'Amèrica del Nord, sent Dinamarca la part hegemònica, on resideixen els poders judicial, executiu i legislatiu residuals. La relació entre els estats membres es denomina Rigsfællesskabet. D'acord amb les actes de governs locals de Fèroe i Groenlàndia, tant les illes Fèroe com Groenlàndia constitueixen una comunitat de persones dins del regne.

## Comunitat internacional
Anteriorment, les relacions de la majoria d'estrangers es van dur a terme exclusivament per part de Dinamarca, en nom de les tres regions, però més recentment, les dues regions han augmentat el seu paper en la política exterior. Les Illes Fèroe i Groenlàndia s'han convertit en territoris més autònoms i tenen influència conjunta sobre temes de política exterior que es relacionen amb els seus interessos nacionals, com els temes geopolítics i la pesca comercial. No obstant això, les regions segueixen sent, en un context internacional i de la comunitat, part de l'administració danesa, on les Illes Fèroe i Groenlàndia s'han unit a la delegacions daneses a la taula de la comunitat internacional.
Les Illes Fèroe i Groenlàndia tenen membres en el Consell Nòrdic. S'han convertit en membres integrats de la Unió Europea, però cap d'aquests països és un membre com a tal. Groenlàndia, va haver de seguir a Dinamarca a la UE el 1973, però va optar per abandonar-la en 1985 després de l'entrada en vigor de les seves noves lleis d'autonomia que es van introduir en 1979. Groenlàndia i les Illes Fèroe són només semi-membres de les Nacions Unides, l'OTAN, l'OCDE i l'Organització Mundial del Comerç, ja que Dinamarca representa el Rigsfællesskab. Dinamarca va permetre un augment de la participació dels governs de les Illes Fèroe i de Groenlàndia en els assumptes internacionals, per exemple, Groenlàndia es va incloure en el procés d'un nou tractat entre Dinamarca i els Estats Units pel que fa a la base aèria de Thule al nord-oest de Groenlàndia.

## Govern i política

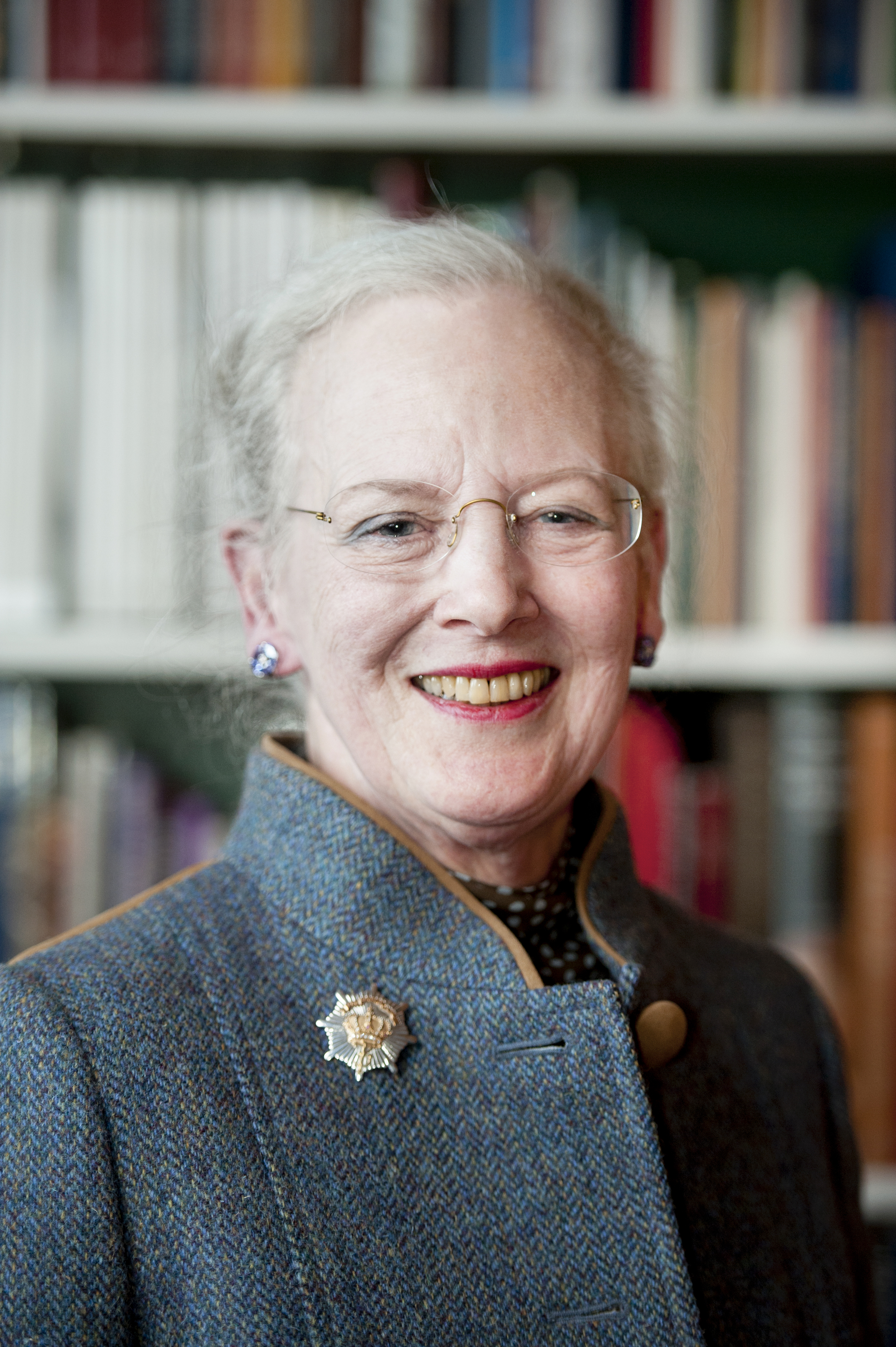
Margarida II, reina del Regne de Dinamarca.

La legislatura nacional es denomina Folketing. El parlament està format per 175 membres de Dinamarca triats per majoria proporcional, més dos membres triats per Groenlàndia i les Illes Faroe. Les eleccions parlamentàries es realitzen almenys cada quatre anys, però el Primer Ministre té la potestat de convocar eleccions abans que s'hagi completat aquest període.
Actualment la monarca és Margarida II que ostenta la prefectura de l'Estat tant a Dinamarca, Groenlàndia i les Illes Fèroe. Mentre, cada part del Regne tria al seu cap de Govern. Actualment ostenten el càrrec: 
- A Dinamarca Lars Løkke Rasmussen, primer ministre
- A les illes Fèroe Aksel Johannesen, primer ministre o Løgmaður
- A Groenlàndia Kim Kielsen, primer ministre

L'idioma principal del regne és el danès. Groenlàndia té el seu propi idioma oficial, el groenlandès i és l'únic reconegut com a idioma oficial. Les Illes Fèroe també tenen el seu propi idioma, el feroès, però en aquest cas, és cooficial amb el danès.
Els noms de les regions i de Dinamarca, estan en els seus respectius idiomes, encara que, poden arribar-se a nomenar també en danès.
- Dinamarca: Danmark, en danès.
- Les illes Fèroe: Føroyar, en feroès. Færøerne', en danès.
- Groenlàndia: Kalaallit Nunaat, en groenlandès. Grønland, en danès.

Dinamarca posseeix el seu propi himne nacional, escut i bandera, Groenlàndia els seus i les Fèroe també tenen símbols nacionals propis. Els títols dels himnes i noms de les banderes respectivament són: 
- Der er et Yndigt land, l'himne nacional de Dinamarca. Se cita Dannebrog a la bandera de Dinamarca que significa "la bandera dels danesos".
- Tú alfagra land mítt, l'himne nacional de les Illes Fèroe. Se cita Merkið a la bandera de les Illes Fèroe que significa "la bandera".
- Nunarput utoqqarsuanngoravit, l'himne nacional de Groenlàndia. Se cita Erfalasorput o Aappalaartoq a la bandera de Groenlàndia que significa "la nostra bandera" i "la vermella".

L'himne real, només s'usa quan un membre de la família real (comunament la reina) està present, i és el mateix per a tot el regne.
- Kong Kristian, és l'himne reial.

De les tres parts només Dinamarca és membre de la Unió Europea.
| País               | Població  | Àrea (km²) | Densitat (Hab per km²) |
| Regne de Dinamarca | 5.626.011 | 2.220.093  | 2,5                    |
| Dinamarca          | 5.519.441 | 43.094     | 127                    |
| Illes Fèroe        | 49.006    | 1.399      | 34                     |
| Groenlàndia        | 57.564    | 2.175.600  | 0,026                  |

## Geografia
Quant a la seva fitogeografia, Dinamarca, igual que Groenlàndia i les illes Fèroe, pertany al regne boreal i es troba repartida entre les províncies àrtica, europea atlàntica i europea central de la regió Circumboreal. Segons el WWF, el territori de Dinamarca es compon de dos ecorregions: els boscos mixts atlàntics i els boscos mixts bàltics. Les illes Fèroe estan cobertes per pasturatges boreals, mentre que Groenlàndia allotja les ecorregions de la tundra àrtica alta de Kalaallit Nunaat i de la tundra àrtica baixa de Kalaallit Nunaat.

## Dinamarca
La monarquia danesa és una de les més antigues del món i la més antiga d'Europa; es remunta fins a Gorm el Vell, mort el 958. Actualment és una monarquia constitucional encapçalada per la reina Margarita II des de 1972. La reina és la Cap de l'Estat, però no té cap influència política. La Casa Real és una de les institucions més populars i respectades de Dinamarca. És la més popular d'Europa. La monarquia danesa és un símbol nacional, cultural, tradicional i històric que reuneix al poble. És de molta importància i orgull per als danesos.
La família real patrocina i realitza tasques d'honor en diverses institucions relacionades amb qüestions socials, la política exterior, la investigació científica, la salut, l'ajuda humanitària, la sostenibilitat, medi ambient, art, cultura, moda i esports. Representa a Dinamarca a tot el món davant caps d'estat, reialeses, institucions, empreses i poblacions.
El valor monetari dels membres de la Casa Real danesa, com a símbols nacionals, és molt alt per a Dinamarca, segons l'Institut d'Anàlisi Nation Branding. Es deu al fet que són un «producte únic» que crida l'atenció en altres països. Quan la reialesa de Dinamarca ajuda al comerç danès a triomfar en països estrangers, significa que les portes per a les autoritats estrangeres s'obren d'una altra manera que el que seria el cas amb representants no-monàrquics.
La reina Margarita, cada any en el seu missatge d'any nou, diu la frase Gud Bevare Danmark, que ha guanyat popularitat i li dona un toc especial al seu missatge d'any nou.

## Illes Fèroe
El 31 de març de 1948, la Llei sobre autogovern intern va donar àmplia autonomia a les illes. No obstant això, existeixen importants grups de feroeses a favor de la independència total de Dinamarca. La lluita de forces entre els diferents partits polítics feroeses, dividits entre els republicans separatistes i els unionistes danesos, està molt igualada. Les coalicions per als governs locals entre tots dos bàndols són molt comuns.
A diferència de Dinamarca, les Illes Fèroe no són membres de la Unió Europea. Malgrat això, envien a dos diputats al Folketing danès, així com al Consell Nòrdic. Amb el Document Aland de 2007, les Fèroe, Groenlàndia i Aland es van convertir en membres de ple dret del citat consell.
El govern central danès està representat per un alt funcionari a les illes.

## Groenlàndia
El govern de la Reina a Dinamarca nomena un Rigsombudsmand (Alt comissionat) que representa al govern i la monarquia danesa. Com a part integrant de Dinamarca tria dos representants al parlament danès.
Des de fa dècades, aquesta illa, la més extensa del planeta, ha mostrat serioses intencions d'independitzar-se del regne, però diversos experts nòrdics veuen inviable la independència de Groenlàndia en aquests moments.